# Batalla del Estrecho de Dinamarca
La batalla del Estrecho de Dinamarca fue un enfrentamiento naval de la Segunda Guerra Mundial que tuvo lugar el 24 de mayo de 1941 entre buques de la Royal Navy y la Kriegsmarine. El acorazado británico Prince of Wales y el crucero de batalla HMS Hood lucharon contra el acorazado alemán Bismarck y el crucero pesado Prinz Eugen, que intentaban abrirse paso en el Atlántico Norte para atacar a los buques mercantes aliados (Operación Rheinübung) a través del estrecho de Dinamarca entre Groenlandia e Islandia.
Menos de diez minutos después de que los británicos abrieran fuego, un proyectil del Bismarck impactó al Hood cerca de sus depósitos de munición de popa. Poco después, el Hood explotó y se hundió en tres minutos, con la pérdida de todos los tripulantes menos tres. El Prince of Wales continuó intercambiando disparos con el Bismarck, pero sufrió graves averías en su armamento principal. El acorazado británico se había completado a fines de marzo de 1941 y usaba nuevas torretas de cuatro cañones que no eran fiables aún. El Prince of Wales pronto rompió el enfrentamiento.
La batalla fue una victoria táctica para los alemanes, pero su impacto duró poco. El daño causado a los tanques de combustible delanteros del Bismarck obligó a abandonar la fuga y a intentar escapar a las instalaciones del dique seco en la Francia ocupada, lo que produjo una victoria operativa para los británicos. Indignados por la pérdida del Hood, una gran fuerza británica persiguió al Bismarck, lo que resultó en su hundimiento tres días después.

## Antecedentes: OperaciónRheinübung(Ejercicio Rin)

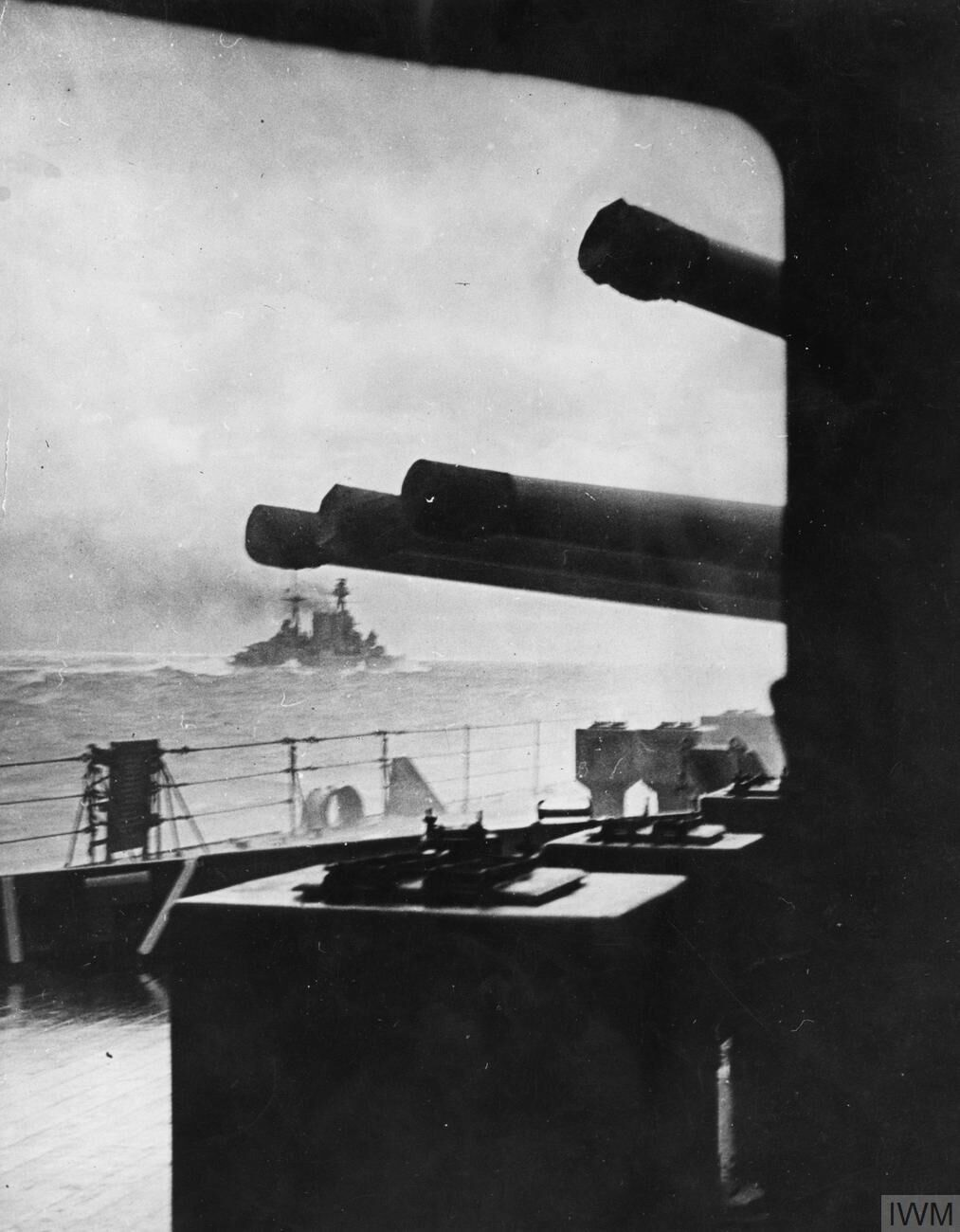
El HMS Hood, visto desde el Prince of Wales en primer plano.

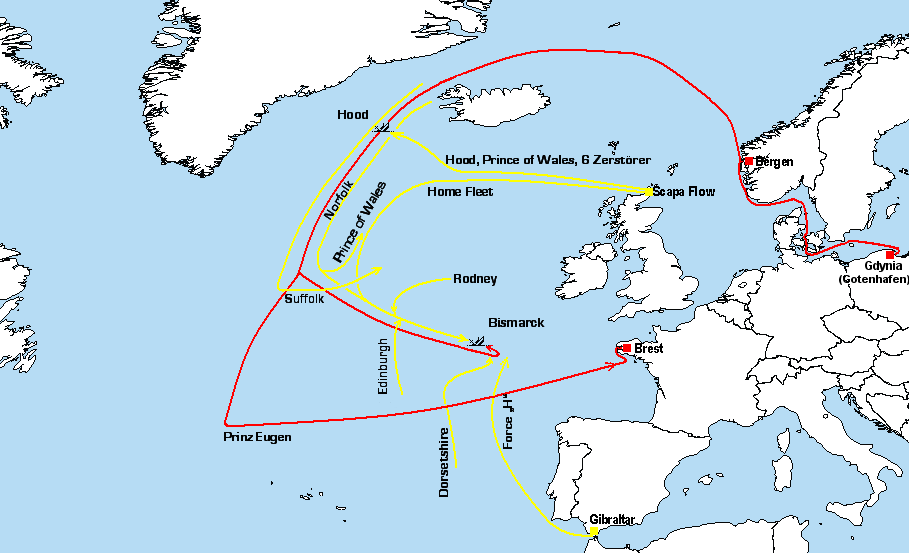
Área de la batalla

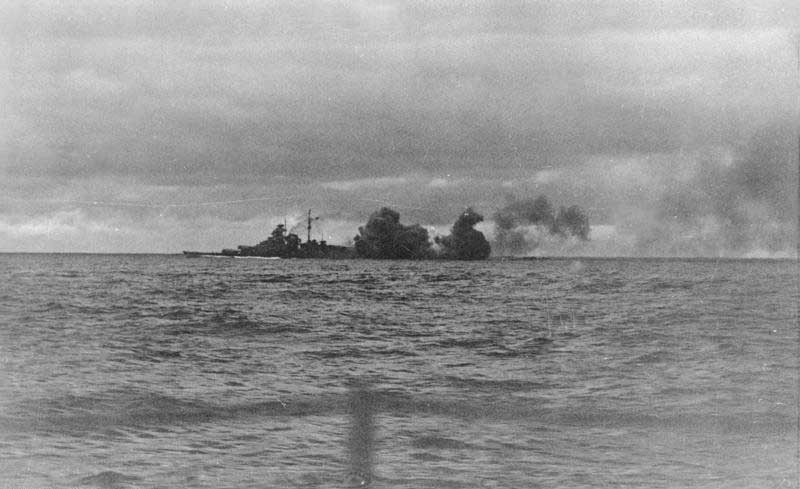
"Unternehmen Rheinübung", el acorazado Bismarck (disparando) y el crucero pesado Prinz Eugen en combate contra el HMS Hood y HMS Prince of Wales.

En abril de 1941, el OKW liderado por el almirante Erich Raeder presentó a Hitler, y este autorizó, la Operación Rheinübung (Ejercicio Rhin) que buscaba repetir los resultados de la Operación Berlín terminada en marzo de 1941 que concluyó con el hundimiento de 22.000 toneladas de mercantes, colocando a Gran Bretaña en una difícil posición ante el bloqueo naval impuesto por la Alemania nazi.
Inicialmente se consideró la participación de los cruceros pesados Scharnhorst y Gneisenau y los acorazados Bismarck y Tirpitz; pero los cruceros pesados estaban sometidos en el puerto de Brest a constantes bombardeos, y el Tirpitz por retrasos forzados no logró la fase de comisionamiento a principios de mayo de 1941, por lo que solo el Bismarck y el nuevo crucero pesado Prinz Eugen estaban alistados para la operación. La salida al Atlántico norte contemplaba varias alternativas, pero el almirante Günther Lütjens se decidió por rodear Islandia y salir por el Estrecho de Dinamarca que se suponía libre de buques enemigos.
A las 14:00 horas del 18 de mayo de 1941, la escuadra alemana conformado por el Bismarck y el crucero pesado Prinz Eugen abandonaron el fondeadero de Gotenhafen y aparejaron rumbo a Noruega. Tras pasar por Korsfjord, recalaron en el Grimstadfjord, donde el 21 de mayo a las 13:15 fue fotografiado por un avión Spitfire de reconocimiento británico. La Home Fleet (Flota metropolitana británica) surta en la base de Scapa Flow fue puesta inmediatamente en estado de alerta y se intensificaron los patrullajes entre las Islas Feroe y el estrecho de Dinamarca.
La agrupación alemana avanzó hacia la salida del Estrecho en medio de un clima neblinoso y baja visibilidad; pero el 22 de mayo fueron descubiertos por los cruceros pesados ingleses, Norfolk y Suffolk que portaban radar, estos buques radiaron de inmediato la salida de la escuadra alemana a Scapa Flow, el almirantazgo ordenó de inmediato la salida una fuerza de ataque a las órdenes de Ernest Holland compuesta por el crucero de batalla HMS Hood, el nuevo acorazado Prince of Wales y una escuadrilla de destructores. Estas unidades zarparon a la medianoche del 22 de mayo.
La escuadra alemana al verse sorprendida intentó deshacerse del seguimiento de los buques ingleses quienes empleaban el radar, sin conseguirlo.

## Batalla

### Movimientos de apertura
El Hood abrió fuego a las 05:52 a una distancia de aproximadamente 26.500 yd (24.200 m). Holland había ordenado que comenzara a disparar contra el barco líder, el Prinz Eugen, creyendo desde su posición que era el Bismarck. Holland pronto comprendió el error táctico modificando su orden y ordenó a ambos barcos que se enfrentaran al barco siguiente, el Bismarck. El Prince of Wales ya había identificado correctamente y tocado al Bismarck, mientras que se cree que el  Hood continuó disparando contra el Prinz Eugen durante algún tiempo.
Holland era un experto en artillería; era muy consciente del peligro que representaba el delgado blindaje horizontal de cubierta de un crucero de batalla como el Hood, que ofrecía una débil protección contra el fuego vertical. Por lo tanto, Holland quería reducir el alcance lo más rápido posible, porque a un alcance más corto, la trayectoria de los proyectiles del Bismarck sería más plana y, por lo tanto, sería más probable que los proyectiles golpearan el cinturón blindado que protegía los costados del barco (300 mm) o rebotaran, en lugar de penetrar verticalmente a través del blindaje de la cubierta. 
Holland cerró el rango en un ángulo que colocó a los barcos alemanes demasiado adelante de la T enemiga, lo que significaba que solo 10 de los 18 cañones pesados británicos podían entrenar y presentaba a los alemanes un objetivo más grande de lo necesario. Uno de los cañones de las torres artilleras de proa del Prince of Wales, la A, quedó inhabilitado después de la primera salva, dejando solo 9 todavía disparando. Entretanto, el Suffolk y Norfolk trataron de enfrentarse al Bismarck durante la acción intentando colocarse para lanzar torpedos, pero ambos estaban fuera de alcance y no tenían suficiente velocidad para alcanzar al Bismarck.
Los alemanes también tenían el indicador meteorológico, lo que significa que los barcos británicos navegaban contra el viento, con salpicaduras empapando las lentes del telémetro de coincidencia Barr and Stroud de 42 pies (13 m) de la torreta "A" del Príncipe de Gales y ambos barcos británicos. Los Telémetros de torreta B "de 30 pies (9,1 m). En su lugar, se tuvieron que usar las de base más corta (15 pies (4,6 m)) en las torres del director. 
Holland hizo que el Prince of Wales se mantuviera cerca del Hood siguiendo su estela, adaptándose a los movimientos de Hood en lugar de variar el rumbo y la velocidad conformando un solo objetivo, lo que facilitó a los alemanes encontrar rápidamente el alcance de ambos barcos británicos ya que contaban con una mejor telemetría óptica. Es probable que Holland, consciente de que el Prince Of Wales portando una mejor dirección de tiro que la del Hood mancomunaran un fuego concentrado sobre la formación alemana, de hecho, el Prince of Wales tuvo tres impactos en el Bismarck en el inicio del cañoneo. 
Como consecuencia, el Prince of Wales alcanzó a su objetivo primero. Finalmente impactó al Bismarck tres veces. Un proyectil impactó en el bote del comandante y dejó fuera de combate la catapulta del hidroavión en medio del barco (este último daño no se descubrió hasta mucho más tarde, durante un intento de sacar volando el diario de guerra del barco en vísperas de su batalla final). El segundo proyectil atravesó la proa de un lado al otro sin explotar. El tercero impactó en el casco bajo el agua y estalló dentro del barco, inundando una sala de generadores y dañando el mamparo de una sala de calderas adyacente, inundándola parcialmente. Los dos últimos impactos causaron daños a la maquinaria del Bismarck, inundándola parcialmente. El golpe también cortó una línea de vapor e hirió a cinco tripulantes del Bismarck por escaldado. El daño en el acceso de corte de proa a 1.000 toneladas largas (1.000 t) de fueloil en los tanques de combustible delanteros provocó que el Bismarck dejara una mancha de aceite y redujera su velocidad en 2 nudos (2,3 mph; 3,7 km/h). El Bismarck pronto se escoró 9° a babor y perdió 2 m (6,6 pies) de francobordo en su proa.
Los alemanes mantuvieron contenida la contestación del fuego por inacción de Lütjens hasta las 05:55, finalmente fue el comandante Ernst Lindemann autorizó devolver los tiros, y fue entonces cuando ambos barcos alemanes dispararon contra el Hood. Lütjens no dio inmediatamente la orden de comenzar a disparar exhibiendo un incomprendido mutismo. El primer oficial de artillería del Bismarck, Capitán de corbeta, Adalbert Schneider, preguntó por interfono "¿frage Feuererlaubnis?" (¿Permiso para abrir fuego?) varias veces sin recibir respuesta, hasta que el capitán del Bismarck, Ernst Lindemann, respondió con impaciencia: "Ich lass mir No voy a dejar que mi nave sea disparada debajo de mi trasero. ¡Abran fuego!).
Un proyectil golpeó la cubierta del Hood, provocando un incendio considerable y visible en el almacén de municiones listas para usar de 4 pulgadas (100 mm), pero este fuego no se extendió a otras áreas del barco ni causó la explosión posterior. Es posible que Hood fuera impactado nuevamente en la base de su puente y en su director de radar de proa. Es un hecho que un tiro rasante del Bismarck golpeó la plataforma alta sobre el puente de mando matando a sus ocupantes. Ha habido disputas sobre qué barco alemán golpeó al Hood; El Prinz Eugen (Kapitän zur See Helmuth Brinkmann), estaba disparando contra el Prince of Wales, siguiendo una orden del comandante de la flota. Se cita al oficial de artillería del Prinz Eugen, Paul Schmalenbach, diciendo que el objetivo del Prinz Eugen era el Hood.

### Hundimiento del Hood

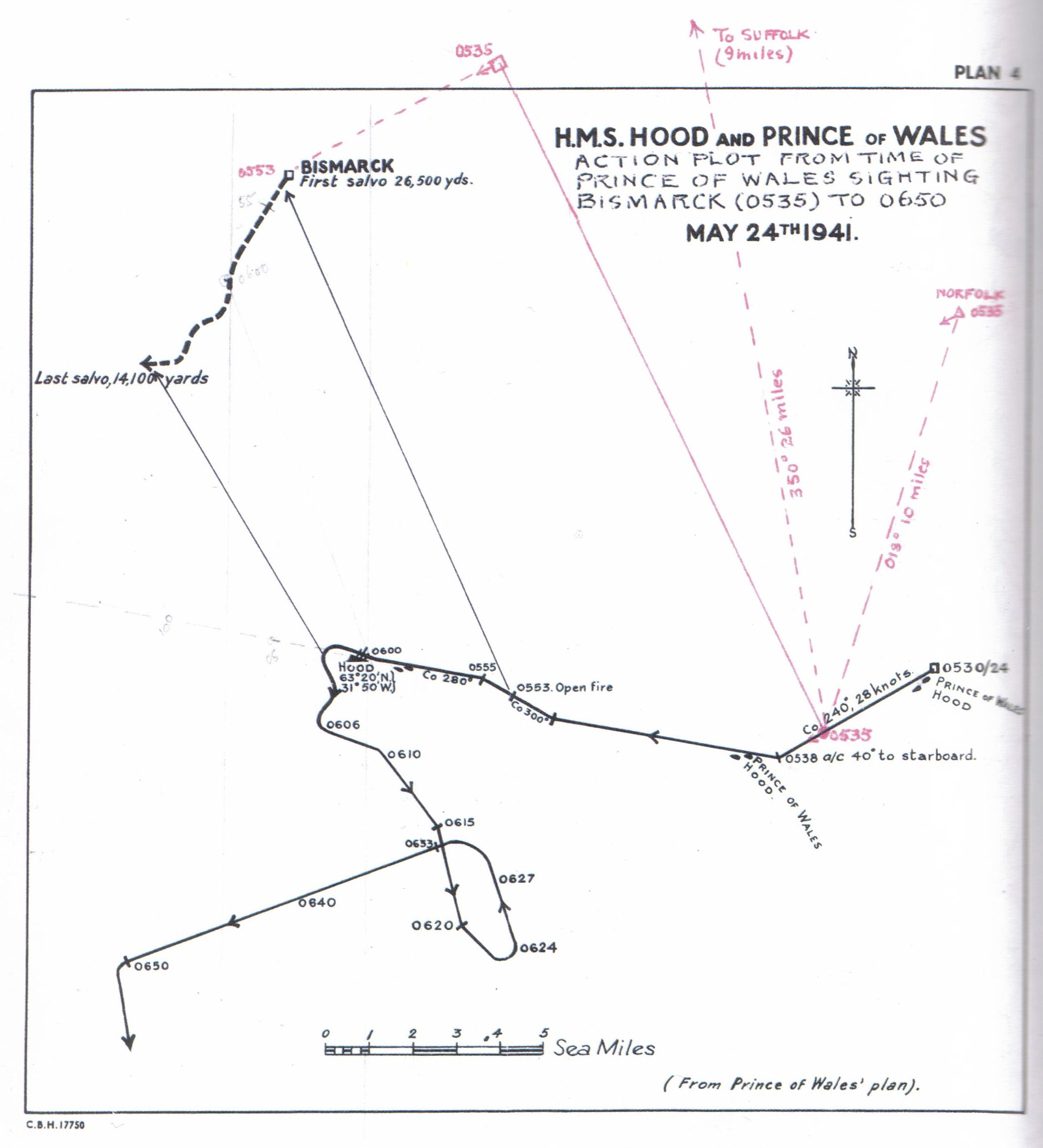
Plano de la batalla del Estrecho de Dinamarca.

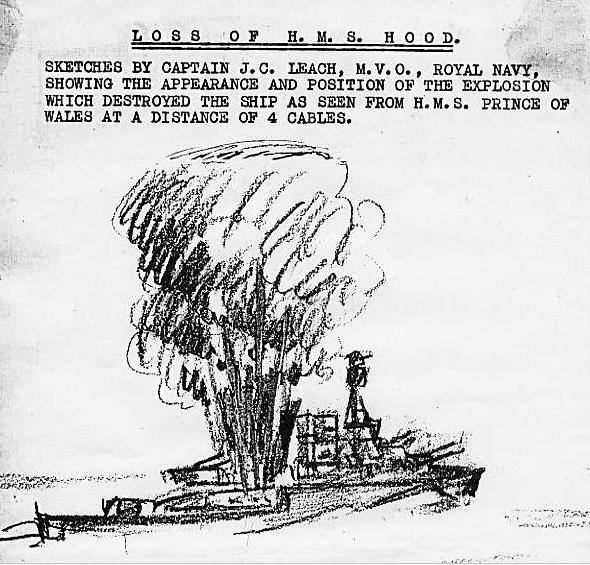
Explosión de la cordita en flama previo a la explosión (Dibujo del comandante Leach tal como lo vio desde el Prince of Wales).

Un boceto preparado por el Capitán J.C Leach (comandante del HMS Prince of Wales) para la 2.ª Junta de Investigación, 1941. El boceto representa la columna de humo o un flamazo de llamas de color amarillo brillante sin ruido que brotó de las proximidades del palo mayor inmediatamente antes de una gran detonación que destruyó la parte posterior del barco a la vista. Se cree que este fenómeno fue el resultado de un incendio de cordita que se desfogó a través de los ventiladores de la sala de máquinas.
A las 06:00, Holland ordenó a su fuerza que volviera a girar hacia el puerto para asegurarse de que los cañones principales de popa tanto en el Hood como en el Prince of Wales pudieran apuntar a los barcos alemanes. En términos de equilibrio de fuerza, esto daría nominalmente a la fuerza de Holland oponer una ventaja de 18 cañones de gran calibre (14/15 pulgadas) (10 en el Prince of Wales, 8 en el Hood); a 8 (8-15 pulg. en el Bismarck).
Durante el giro a 20°, los hombres a bordo del Prince of Wales vieron una salva de Bismarck, disparada desde aproximadamente 9 millas (7,8 millas náuticas; 14 km), para montar al Hood a horcajadas sobre su palo mayor. Esta posición a horcajadas significó que algunas de las salvas cayeron a babor, algunas a estribor (del casco) y algunas alineadas con precisión sobre el centro de la cubierta principal del Hood. Es probable que un proyectil de 38 cm (15 pulgadas) impactara en algún lugar entre el palo mayor del Hood y la torreta "X" detrás del mástil. Una enorme columna de llamas que se disparó hacia arriba 'como un soplete gigante', en las cercanías del palo mayor.
Esto fue seguido tan solo unos segundos después por una dantesca explosión que destruyó una gran parte del barco desde el centro del barco hasta la parte trasera de la torreta "Y", arrojando al aire ambas torretas al rojo vivo y caer al mar. El barco se partió en dos y la popa se desprendió y se hundió rápidamente. Ted Briggs, uno de los sobrevivientes, afirmó que la parte delantera del Hood se inclinó 30 grados, y que "sabíamos que ella simplemente no regresaría". La proa se elevó fuera del agua, apuntó hacia arriba, giró y se hundió poco después de la popa. La torreta "A" disparó una salva mientras estaba en casi esta posición vertical, posiblemente por parte de la dotación de armas, justo antes de que la sección de proa se hundiera.
Llovieron astillas sobre el Prince of Wales a 0,5 millas (0,43 millas náuticas; 0,80 km) de distancia. el Hood se hundió en unos tres minutos con 1.415 miembros de la tripulación. Sólo Ted Briggs, Bob Tilburn y Bill Dundas sobrevivieron al borde de la hipotermia para ser rescatados dos horas después por el destructor HMS Electra.
Más tarde, el Almirantazgo concluyó que la explicación más probable de la pérdida de Hood fue una cadena de sucesos que comenzó por la penetración de sus revistas por un proyectil de 38 cm (15 pulgadas) de Bismarck, provocando la explosión. Investigaciones recientes con embarcaciones sumergibles sugieren que la explosión inicial fue en el cargador de popa de 4 pulgadas (100 mm) y que se extendió a los cargadores de 15 pulgadas (380 mm) a través de los baúles de municiones. Se ha sugerido a partir del examen de los restos, encontrados en 2001, que la explosión del cargador en el armamento de 4 pulgadas (100 mm) cerca del palo mayor causó la explosión vertical de llamas que se ve allí, y esto a su vez encendió los cargadores del 15 de popa. en (380 mm) cañones que provocaron la explosión que destrozó la popa. Esta explosión podría haber viajado a través de los tanques de combustible de estribor, encendiendo el combustible allí, activando los cargadores delanteros y completando la destrucción del barco.

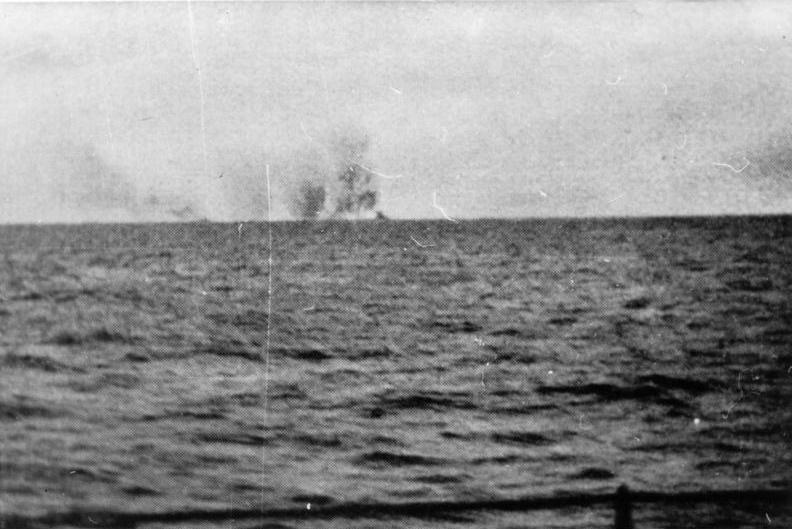
Una foto tomada desde el Prinz Eugen muestra la explosión del Hood en la lejanía con el Prince of Wales cerca.

El naufragio del Hood reveló la sección de proa desprovista de cualquier estructura. Falta una gran parte de su costado, desde la barbeta 'A' hasta la cubierta de proa. La sección central tenía las planchas curvadas hacia afuera. Además, las partes principales de la estructura delantera, incluida la torre de mando de 600 toneladas largas (610 t), se encontraron a aproximadamente 1,1 km (0,59 millas náuticas; 0,68 millas) de distancia de los restos principales. Esto ha provocado teorías de que los cargadores delanteros de 15 pulgadas (380 mm) explotaron como resultado de la fuerza, las llamas y la presión causadas por la detonación de los cargadores traseros. Sin embargo, un equipo de científicos forenses marinos descubrió que la implosión dañó el casco delantero debido al rápido hundimiento del Hood, es la causa más probable del estado del casco delantero, y no respaldan ninguna teoría de que explotaron los cargadores delanteros.

### ElPrince of Walessolo
El Prince of Wales se encontró dirigiendo hacia el Hood que se hundía. Su oficial al mando, el Capitán Leach, ordenó un giro de emergencia para evitar los restos de Hood. Este cambio violento, por supuesto, interrumpió su puntería y la colocó en una posición que facilitó que los alemanes lo atacaran sin modificar las telemetrías. Reanudó su curso anterior, pero ahora estaba bajo el fuego concentrado de ambos barcos alemanes. El Prince of Wales fue golpeado cuatro veces por el Bismarck y tres veces por el Prinz Eugen. Un proyectil atravesó su superestructura superior, matando o hiriendo a varios tripulantes en la plataforma del compás y la Plataforma de Defensa Aérea. Pedazos de otro proyectil golpearon su oficina de radar en la popa, matando a los tripulantes que estaban dentro.
Un proyectil de 20,3 cm (8,0 pulgadas) del Prinz Eugen logró llegar a la cámara de manipulación de cargas propulsoras/municiones debajo de las torretas de cañones de 5,25 pulgadas (133 mm) de popa, y un proyectil de 38 cm (15 pulgadas) del Bismarck impactó bajo el agua debajo del cinturón de blindaje, penetrando aproximadamente 13 pies (4,0 m) en el casco del barco, aproximadamente 25 pies (7,6 m) por debajo de la línea de flotación, pero fue detenido por el mamparo antitorpedo. Afortunadamente para el Prince of Wales, ninguno de los proyectiles explotó, pero aun así sufrió inundaciones menores y la pérdida de algo de combustible.

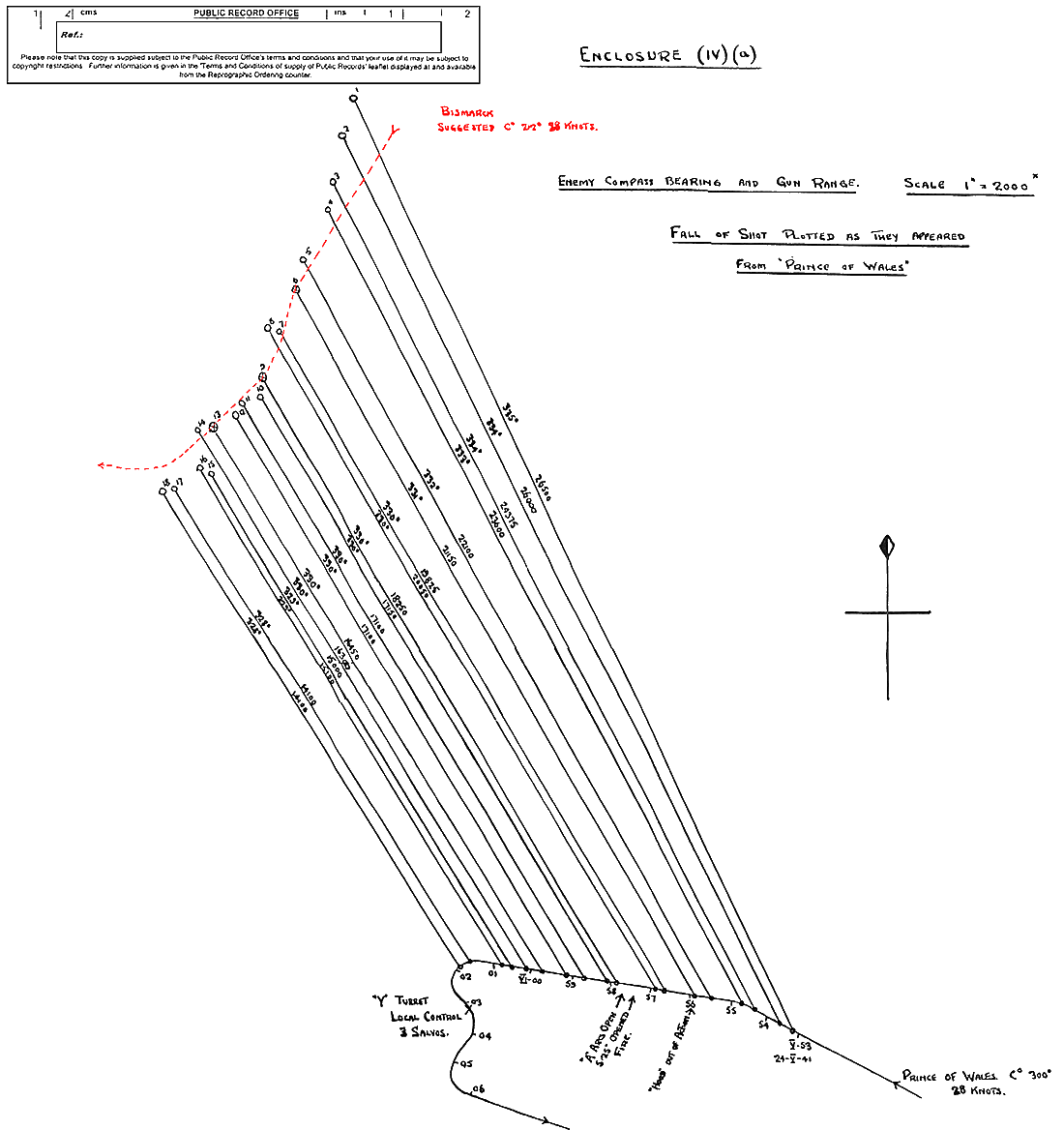
El plano de artillería original del HMS Prince of Wales para la batalla del estrecho de Dinamarca. Muestra los alcances y rumbos de las 18 salvas disparadas por el Prince of Wales bajo control de tiro directo entre las 05:53 y las 06:02. No se muestran tres salvas disparadas por la torreta "Y" bajo control local. La trayectoria del Bismarck (en rojo) es una estimación posterior a la batalla.

En ese momento, graves fallos de artillería habían causado problemas intermitentes con el armamento principal, lo que llevó a una reducción del 26% en la cadencia. Según el capitán Leach, decidió que continuar la acción correría el riesgo de perder al Prince of Wales sin infligir más daños al enemigo. Por lo tanto, ordenó al barco que lanzara humo y se retirara, "a la espera de una oportunidad más favorable". El Prince of Wales se alejó poco después de las 06:04, disparando desde su torreta trasera bajo control local hasta que la torreta sufrió un atasco en el anillo de proyectiles, cortando el suministro de munición y dejando los cañones inoperativos.
A pesar de los esfuerzos de los miembros de la tripulación y los técnicos civiles para reparar el anillo de proyectiles, no fue hasta las 08:25 que los cuatro cañones volvieron a estar en servicio, aunque dos de ellos estaban en condiciones de funcionar a las 07:20. Esto dejó temporalmente solo cinco cañones de 14 pulgadas (360 mm) operativos, pero nueve de los diez estuvieron operativos en cinco horas. Las salvas finales disparadas fueron irregulares y se cree que se quedaron cortas. El barco se retiró de la batalla alrededor de las 06:10. Trece de sus tripulantes habían muerto y nueve estaban heridos. El momento de la retirada del Prince of Wales fue afortunado para él, ya que había entrado en el alcance de torpedos del Prinz Eugen y se dio la vuelta cuando el crucero alemán estaba a punto de disparar.

### Rompiendo la acción
En el Bismarck hubo alegría por el hundimiento del Hood. También había una expectativa de que se acercarían al Prince of Wales y posiblemente sería rematado. Lindemann solicitó que Lütjens permitiera que el Bismarck hiciera precisamente eso. Incluso si el escuadrón de Tovey hubiera salido de Scapa Flow el día anterior, todavía estaría a más de 300 millas náuticas (350 millas; 560 km) de distancia de Bismarck, incluso si el Bismarck se desviara para hundir al Prince of Wales (una persecución que Lindemann calculó que tomaría solo dos o dos tres horas).
Lütjens se negó secamente a permitir que Lindemann lo persiguiera, sin dar ninguna explicación. Lindemann repitió su pedido, esta vez con más firmeza. Lütjens recibió órdenes firmes del comandante naval alemán, Erich Raeder, para evitar combates innecesarios con la Royal Navy, especialmente cuando podría provocar más daños que podrían acelerar que otros buques ingleses alcanzaran al Bismarck. Cesó el combate en lugar de perseguir al Prince of Wales y ordenó un rumbo de 270°, hacia el oeste. El Bismarck había disparado 93 de sus 353 proyectiles perforantes de armadura (AP) con base fusionada durante el enfrentamiento.
Este choque de personalidades entre los dos altos oficiales alemanes reflejó sus funciones de mando dispares y distintas. Como capitán del Bismarck, Lindemann actuó ante todo como un táctico. Como tal, no tenía ninguna duda de que el objetivo inmediato de su barco era destruir el Prince of Wales, y había presionado su caso hasta donde debía. Lütjens, como jefe de flota y comandante del grupo de trabajo, operó a nivel estratégico y operativo para continuar con el objetivo de la misión. Hasta cierto punto, sus órdenes eran claras: atacar los convoyes era su prioridad, sin arriesgarse a "un compromiso importante con objetivos limitados y quizás inciertos". Sin embargo, Raeder también había ordenado a Lütjens que fuera audaz e imaginativo, que aceptara la batalla si era inevitable y la condujera vigorosamente hasta el final.
La realidad fue que los pedidos de Lütjens no taparon un éxito espectacular como el que acaba de conseguir. Por lo tanto, su prioridad era apegarse a sus instrucciones: concentrarse en hundir barcos mercantes y evitar encuentros con barcos de guerra enemigos siempre que fuera posible. Además, antes de salir de Alemania, Lütjens les había dicho a los almirantes Conrad Patzig y Wilhelm Marschall, que se adherirá a las directivas de Raeder. Esto significaba que no tenía la intención de convertirse en el tercer jefe de flota en ser relevado por contradecir las órdenes de Raeder; Marschall, uno de sus dos predecesores, había sido relevado del mando por no seguir sus órdenes al pie de la letra a pesar de que el análisis de Marschall sobre los cambios en la situación táctica desde que se emitieron las órdenes resultó en el hundimiento del portaaviones británico HMS Glorious y sus dos destructores de escolta. Tampoco estaba predispuesto a discutir sus decisiones de mando con un oficial subordinado.
Incluso si hubiera sabido que estaba luchando contra el Prince of Wales como un navío no comisionado y no contra el HMS King George V, Lütjens probablemente se habría apegado a su decisión. Seguirla habría significado exponer al escuadrón a más disparos, así como a ataques con torpedos de Norfolk y Suffolk. Habría arriesgado sus barcos y tripulaciones en una oportunidad expresamente prohibida. Lütjens también se habría enfrentado a un enemigo que todavía era efectivo en el combate, a pesar de los golpes recibidos, la evaluación de daños de la Royal Navy fue que el daño sufrido fue limitado y no causó una reducción significativa en la eficiencia del combate.
Entre las 06:19 y las 06:25, Suffolk disparó seis salvas en dirección al Bismarck, confundiendo un contacto de radar con un avión con Bismarck. Suffolk estaba en realidad fuera del alcance de las armas tanto del Bismarck como del Prinz Eugen en ese momento.
En el Bismarck hubo alegría por el hundimiento del Hood. También había una expectativa de que se acercarían al Prince of Wales y posiblemente sería rematado. Lindemann solicitó que Lütjens permitiera que el Bismarck hiciera precisamente eso. Incluso si el escuadrón de Tovey hubiera salido de Scapa Flow el día anterior, todavía estaría a más de 300 millas náuticas (350 millas; 560 km) de distancia de Bismarck, incluso si el Bismarck se desviara para hundir al Prince of Wales (una persecución que Lindemann calculó que tomaría solo dos o dos tres horas).
Lütjens se negó secamente a permitir que Lindemann lo persiguiera, sin dar ninguna explicación. Lindemann repitió su pedido, esta vez con más firmeza. Lütjens recibió órdenes firmes del comandante naval alemán, Erich Raeder, para evitar combates innecesarios con la Royal Navy, especialmente cuando podría provocar más daños que podrían acelerar que otros buques ingleses alcanzaran al Bismarck. Cesó el combate en lugar de perseguir al Prince of Wales y ordenó un rumbo de 270°, hacia el oeste. El Bismarck había disparado 93 de sus 353 proyectiles perforantes de armadura (AP) con base fusionada durante el enfrentamiento.
Este choque de personalidades entre los dos altos oficiales alemanes reflejó sus funciones de mando dispares y distintas. Como capitán del Bismarck, Lindemann actuó ante todo como un táctico. Como tal, no tenía ninguna duda de que el objetivo inmediato de su barco era destruir el Prince of Wales, y había presionado su caso hasta donde debía. Lütjens, como jefe de flota y comandante del grupo de trabajo, operó a nivel estratégico y operativo para continuar con el objetivo de la misión. Hasta cierto punto, sus órdenes eran claras: atacar los convoyes era su prioridad, sin arriesgarse a "un compromiso importante con objetivos limitados y quizás inciertos". Sin embargo, Raeder también había ordenado a Lütjens que fuera audaz e imaginativo, que aceptara la batalla si era inevitable y la condujera vigorosamente hasta el final.
La realidad fue que los pedidos de Lütjens no taparon un éxito espectacular como el que acaba de conseguir. Por lo tanto, su prioridad era apegarse a sus instrucciones: concentrarse en hundir barcos mercantes y evitar encuentros con barcos de guerra enemigos siempre que fuera posible. Además, antes de salir de Alemania, Lütjens les había dicho a los almirantes Conrad Patzig y Wilhelm Marschall, que se adherirá a las directivas de Raeder. Esto significaba que no tenía la intención de convertirse en el tercer jefe de flota en ser relevado por contradecir las órdenes de Raeder; Marschall, uno de sus dos predecesores, había sido relevado del mando por no seguir sus órdenes al pie de la letra a pesar de que el análisis de Marschall sobre los cambios en la situación táctica desde que se emitieron las órdenes resultó en el hundimiento del portaaviones británico HMS Glorious y sus dos destructores de escolta. Tampoco estaba predispuesto a discutir sus decisiones de mando con un oficial subordinado.
Incluso si hubiera sabido que estaba luchando contra el Prince of Wales como un navío no comisionado y no contra el HMS King George V, Lütjens probablemente se habría apegado a su decisión. Seguirla habría significado exponer al escuadrón a más disparos, así como a ataques con torpedos de Norfolk y Suffolk. Habría arriesgado sus barcos y tripulaciones en una oportunidad expresamente prohibida. Lütjens también se habría enfrentado a un enemigo que todavía era efectivo en el combate, a pesar de los golpes recibidos, la evaluación de daños de la Royal Navy fue que el daño sufrido fue limitado y no causó una reducción significativa en la eficiencia del combate.
Entre las 06:19 y las 06:25, Suffolk disparó seis salvas en dirección al Bismarck, confundiendo un contacto de radar con un avión con Bismarck. Suffolk estaba en realidad fuera del alcance de las armas tanto del Bismarck como del Prinz Eugen en ese momento.

## Consecuencias

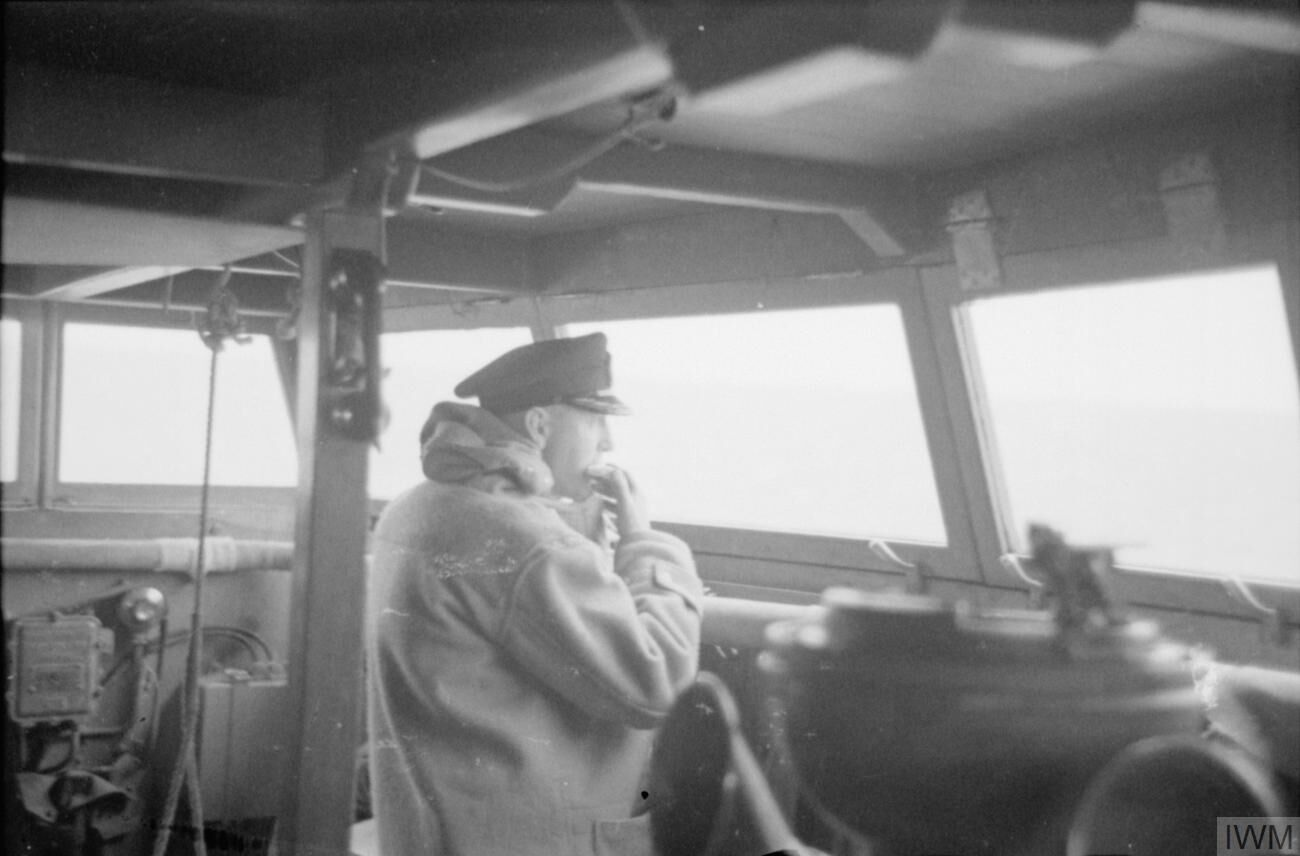
El capitán Robert Meyric Ellis del Suffolk permanece en el puente para almorzar mientras sigue al Bismarck.

La muerte de Holland llevó a la responsabilidad de que el Prince of Wales cayera ante Wake-Walker en Norfolk. Con este comando vino la responsabilidad de hacer frente al Bismarck hasta que suficientes buques de guerra británicos pudieran concentrarse y destruirlo. Su elección era reanudar la acción con el Bismarck o asegurarse de que otras unidades pesadas la interceptaran y la pusieran en acción. Wake-Walker eligió el último curso y siguió siguiendo a los barcos alemanes. Más acciones ofensivas, concluyó, causarían más daño al Prince of Wales que al Bismarck y pondrían en peligro a sus cruceros, además sabía que Tovey estaba en camino. Ordenó al Prince of Wales que siguiera al Norfolk a su mejor velocidad, para que el Norfolk y el Suffolk pudieran recurrir a ella si los atacaban. A las 07:57 el Suffolk informó que  el Bismarck había reducido la velocidad y parecía dañado.
Desde que el Bismarck recibió el primer impacto en el castillo de proa, los seis equipos de control de daños de 26 hombres del barco habían trabajado incesantemente para reparar los daños con palletes de colisión. Cuando se informó que las puntas de la hélice de estribor se podían ver sobre el agua, Lindemann había ordenado contrainundar dos compartimentos a popa para restaurar el reasiento longitudinal del barco. Luego envió buzos al castillo de proa para conectar los tanques de combustible delanteros, que contenían 1000 toneladas largas (1000 t) de combustible muy necesarias, primero a los tanques cerca de la caldera delantera y luego al tanque de combustible trasero a través de una línea provisional que corre sobre la cubierta superior.
Ambas maniobras fracasaron. Luego, Lindemann solicitó permiso para reducir la velocidad del Bismarck y escorar el barco primero hacia un lado y luego hacia el otro para soldar parches desde el interior a los agujeros en el casco delantero. Lütjens se negó, nuevamente sin comentarios. Finalmente, tuvo que aceptar reducir la velocidad del barco a 22 nudos (25 mph; 41 km/h) para permitir que las hamacas y las esteras de colisión se colocaran en los orificios de la sala de calderas n°2 y la sala de calderas auxiliar para detener la creciente entrada de agua de mar. Este intento también fracasó. La sala de calderas n.º 2 se apagó, con una pérdida de velocidad a 28 nudos (32 mph; 52 km/h).
Además de absorber agua de mar, el Bismarck perdía fueloil. Lütjens ordenó al Prinz Eugen que retrocediera y viera cuánto rastro dejaba a popa. La alfombra de aceite era lo suficientemente ancha como para cubrir ambos lados de la estela del barco, era irisdecente y desprendía un fuerte olor, todo lo cual ayudó a revelar la ubicación de Bismarck.
El daño a los tanques de combustible delanteros del Bismarck, combinado con una oportunidad perdida de repostar en Bergen al principio del viaje, dejó menos de 3000 toneladas largas (3000 t) de combustible restantes, lo que no es suficiente para operar de manera efectiva contra los convoyes del Atlántico. El elemento sorpresa, que se consideraba esencial para el éxito de la operación, definitivamente se había perdido; los barcos alemanes continuaron bajo la sombra del escuadrón de Wake-Walker. Lütjens concluyó que necesitaba abortar la misión de Bismarck y dirigirse a un astillero conveniente para las reparaciones.
La pregunta era a qué astillero dirigirse. Los puertos amigos más cercanos eran Bergen y Trondheim en Noruega, a poco más de 1000 millas (870 millas náuticas; 1600 km) de distancia. Navegar en esa dirección significaba un paso de regreso al norte o al sur de Islandia, con las fuerzas aéreas enemigas ahora completamente alertadas de su presencia y la posibilidad de que otras unidades pesadas se interpusieran entre ellas y Scapa Flow. Lütjens sabía que su inteligencia no era fiable. El Grupo Norte había informado que el Hood estaba frente a África occidental y no había habido informes de un acorazado clase King George V en las cercanías.
Ignorando la recomendación de Lindemann de regresar a Bergen, Lütjens ordenó a Bismarck que se dirigiera al puerto francés de Saint-Nazaire. El Prince of Wales lo persiguió durante varias horas y volvió a enfrentarse en varias ocasiones antes de que los barcos alemanes evadieran la persecución. Aunque la costa francesa estaba 600 millas (520 millas náuticas; 970 km) más lejos que Bergen, Saint-Nazaire tenía el potencial de noches más largas y mares más anchos para sacudirse a los seguidores de Bismarck, además de la posibilidad de atraerlos a través de una línea. de submarinos. Dejaría al Bismarck colocado en el borde de las rutas comerciales británicas una vez que se repararon los daños; también significó el apoyo potencial de los acorazados Scharnhorst y Gneisenau. Ambos barcos habían estado estacionados en Brest en Francia, desde el final de la Operación Berlín a principios de ese año, pero se habían mantenido en el puerto para reparaciones y reacondicionamiento. Si bien Brest estaba más cerca que Saint-Nazaire, estaba dentro del alcance de los bombarderos de la Royal Air Force.
Lütjens mediante una audaz maniobra separó al Prinz Eugen intacto para continuar atacando por su cuenta. El crucero se adentró más al sur en el Atlántico, donde repostó desde un petrolero en el mar. Sufrió problemas con sus motores, abandonó su misión de incursión comercial sin haber hundido ningún barco mercante y llegó a Brest.